# Catolicisme a Guinea Equatorial
L'Església Catòlica de Guinea Equatorial és part de l'Església Catòlica, sota el lideratge espiritual del Papa i Cúria pontifícia a Roma i constitueix la religió més practicada al país. La majoria dels residents de Guinea Equatorial són adherits a l'Església Catòlica.

## Història
El catolicisme arribà a Guinea Equatorial amb els colonitzadors portuguesos i espanyols al segle xvii. El 1965 és erigit el vicariat apostòlic de Riu Muni, amb el desmembrament de l'antiga rectoria de Fernando Poo creada el 1904. El 1966 es crearen les dues diòcesis de Bata i Malabo i 1982 fou fundada la província eclesiàstica independent amb l'erecció de la diòcesi a arxidiòcesis de Malabo. Entre 1971 i 1980 el govern dictatorial va obligar l'Església Catòlica a quedar-se sense bisbes, a l'expulsió de molts religiosos i la detenció de sacerdots nadius, i el tancament d'esglésies i escoles catòliques. El 1982 Joan Pau II va fer una visita pastoral a Guinea Equatorial.

## Organització territorial
L'Església Catòlica és present al territori amb una Província eclesiàstica i dues diòcesis sufragànies:
- Arxidiòcesi de Malabo
  - Diòcesi de Bata
  - Diòcesi d'Ebebiyín

## Estadístiques
A final de 2004 l'Església catòlica a Guinea Equatorial comptava:
- 71 parròquies;
- 110 sacerdots;
- 183 germanes religioses;
- 78 escoles;
- 10 organitzacions benèfiques.

Al 2017, es s'estimà que un 88% de la població era catòlica i un 5% era protestant. Un 2% de la població era musulmana i el 5% restant tenia altres creences.

## Nunciatura apostòlica
La delegació apostòlica de Guinea Equatorial es va establir el 1971. El 28 de desembre de 1981 va ser elevada al rang de Nunciatura Apostòlica amb el breu apostòlic  Valde optabile  de Joan Pau II. La seu del nunci es troba a la ciutat de Yaoundé a Camerun.
Delegats apostòlics:
- Jean Jadot, arquebisbe titular de Zuri (15 de maig de 1971 - 23 de maig de 1973 nomenat delegat apostòlic als Estats Units d'America)
- Luciano Storero, arquebisbe titular de Tigimma (30 de juny de 1973 - 14 de juliol de 1976 nomenat pro-nunci apostòlic a Índia)
- Josip Uhač, arquebisbe titular de Tharros (7 d'octubre de 1976 - 3 de juny de 1981 nomenat pro-nunci apostòlic a la República Democràtica del Congo)
- Donato Squicciarini, arquebisbe titular de Tibúrnia (16 de setembre de 1981 - 28 de desembre de 1981 nomenat pro-nunci apostòlic)

Pro-Nuncis apostòlics:
- Donato Squicciarini, arquebisbe titular de Tibúrnia (28 de desembre de 1981 – 1 de juliol de 1989 nomenat nunci apostòlic a Àustria)
- Santos Abril y Castelló, arquebisbe titular de Tamada (2 d'octubre de 1989 - 24 de febrer de 1996 nomenat nunci apostòlic a Iugoslàvia)

Nuncis apostòlics:
- Félix del Blanco Prieto, arquebisbe titular de Vannida (28 de juny de 1996 - 24 de juny de 2003 nomenat nunci apostòlic a Líbia)
- Eliseo Antonio Ariotti, arquebisbe titular de Vibiana (5 d'agost de 2003 - 5 de novembre de 2009 nomenat nunci apostòlic a Paraguai)
- Piero Pioppo, arquebisbe titular de Torcello, des del 25 de gener de 2010

## Conferència episcopal
L'episcopat local constitueix la Conferència Episcopal de Guinea Equatorial (CEGE). La CEGE és un membre de l'Associació de les Conferències Episcopals de la Regió d'Àfrica Central (ACERAC) i el Simposi de Conferències Episcopals d'Àfrica i Madagascar (SECAM).
Els presidents de la CEGE han estat:
- Arquebisbe Rafael María Nze Abuy, arquebisbe de Malabo (1983 - 7 de juliol 1991)
- Bisbe Anacleto Sima Ngua, bisbe de Bata (1992 - 2000)
- Arquebisbe Ildefonso Obama Obono, arquebisbe de Malabo (2000 - 11 de febrer de 2015)